# Stagmomantinae
Stagmomantinae es una subfamilia de mantodeos perteneciente a la familia Mantidae.

## Géneros
Comprende los siguientes géneros:
- Callimantis
- Phasmomantis
- Stagmomantis